# A24 (tomba)
A24: fa parte di una serie di 28 Tombe dei Nobili site nell’area della necropoli di Dra Abu el-Naga di cui è archeologicamente nota l’esistenza, e di cui si hanno notizie sul titolare e sulla struttura, ma di cui si è persa la localizzazione. La necropoli di Dra Abu el-Naga fa parte della più vasta Necropoli Tebana, sulla sponda occidentale del Nilo dinanzi alla città di Luxor, in Egitto. Destinata a sepolture di nobili e funzionari connessi alle case regnanti, specie del Nuovo Regno, l'area venne sfruttata, come necropoli, fin dall'Antico Regno e, successivamente, sino al periodo Saitico (con la XXVI dinastia) e Tolemaico.

## Titolare
A24 era la tomba di:
| Titolare | Titolo | Necropoli                                                        | Dinastia/Periodo               | Note                                                                              |
| -------- | --- | ---------------------------------------------------------------- | ------------------------------ | --------------------------------------------------------------------------------- |
| Simut    | Secondo Profeta di Amon; Sovrintendente al tesoro di oro e argento; Garante di tutti i contratti in Karnak | Dra Abu el-Naga, valle mediana (Sheikh el-Ateiyat) ed el-Mandara | XVIII dinastia (Amenhotep III) | sulla collina della piramide chiamata el-Mandara, nei pressi della casa di Hammam |

## Biografia
Baky era il nome della moglie.

## La tomba
In un'anticamera, "a destra della porta" un uomo che coglie uva con un fanciullo impaurito da uccelli; sulla parete sinistra il defunto e la famiglia intenti nella pesca e nell'uccellagione. Il defunto ispeziona i tributi provenienti da Wawat e uomini che portano uva e mazzi di fiori.

### Annotazioni
1. ↑  La planimetria non è in scala e ha valore esclusivamente di visione d'insieme; l'ubicazione delle singole tombe non è topograficamente esatta, ma vuole visualizzare la concentrazione delle sepolture, nonché il "disordine" con cui le stesse sono state classificate.
2. ↑  I campi della Duat, ovvero l'aldilà egizio, si trovavano, secondo le credenze, proprio sulla riva occidentale del grande fiume.
3. ↑  Nella sua epoca di utilizzo, l'area era nota come "Quella di fronte al suo Signore" (con riferimento alla riva orientale, dove si trovavano le strutture dei Palazzi di residenza dei re e i templi dei principali dei) o, più semplicemente, "Occidente di Tebe".
4. ↑  Le Tombe dei Nobili, benché raggruppate in un'unica area, sono di fatto distribuite su più necropoli distinte.
5. ↑  Fino a tempi molto recenti, alcune delle tombe vennero adibite ad abitazioni o a pertinenze di abitazioni, come stalle, cantine, depositi e magazzini. Tale impiego, protrattosi per millenni, come è intuibile, ha ulteriormente favorito il danneggiamento di già precarie rappresentazioni parietali o, in taluni casi, ha addirittura causato la perdita o la demolizione di pareti o colonne, o pilastri. I riferimenti ad abitazioni private debbono perciò essere intese in tal senso e fanno riferimento, come è ovvio, agli anni in cui le rilevazioni ebbero luogo.

### Fonti
1. ↑  Porter e Moss 1927, revisione 1970 pp. 447-454.
2. ↑  Donadoni 1999,  p. 115.
3. 1 2 3  Porter e Moss 1927, revisione 1970 p. 454.